# シンディ・サンプソン
シンディ・サンプソン（Cindy Sampson、1978年5月27日 - ）は、カナダの女優。

## 出演作品
- 宇宙戦争ZERO（アビゲイル）
- デビル・リベンジャー 復讐の殺人者（メラニー）